# Clone Drone in the Danger Zone
Clone Drone in the Danger Zone is een computerspel van het beat 'em up-genre ontwikkeld en uitgegeven door Doborog Games en oorspronkelijk gemaakt via itch.io in 2017, en later dat jaar op Steam uitgekomen als een spel met vroegtijdige toegang. Uiteindelijk zou het spel uitkomen op Microsoft Windows en MacOS via Steam sinds 2017 en op de Nintendo Switch, PlayStation 4 en Xbox One op 27 juli 2021.
In het spel worden de ziel en herinnering van de speler geplaatst in het lichaam van een robotgladiator. De speler moet vechten door "verdiepingen" aan vijanden door gebruik te maken van wapens en hun omgeving. De omgeving lijkt op een Colosseum, met robot NPC's als publiek. Na elk level kan de speler zichzelf een upgrade geven, zoals een kloon, een nieuw wapen, een wapen verbeteren... Het spel bevat vier modi: het verhaal, oneindige modus, uitdagingen en Twitch-modus.

## Verhaallijn
Robots proberen de aarde te veroveren, te beginnen met de ruimtestations. In plaats van de mensen te doen werken, worden hun zielen overgezet in robotlichamen. In deze robotlichamen worden ze verplicht door de keizer om tegen robots te vechten voor entertainment lijkende op een Romeins gladiatorengevecht

### Hoofdstuk 1
Wanneer de speler level 10 haalt, wordt die aangesproken door een zwevend hoofd, waarvan later blijkt dat ze de eerste ontsnapte mens was die uit de arena ontsnapte. Zij helpt de speler te ontsnappen via de afvalverwerkingsinstallatie.

### Hoofdstuk 2
Hoofdstuk 2 speelt zich af net na hoofdstuk 1, met een 2de mens. Net zoals bij hoofdstuk 1, wanneer de speler het 10de level haalt, kan die ontsnappen. Deze keer via afvalrobot gehackt door het zwevende hoofd, die de speler optilt en meeneemt door de robotstad tot aan een verborgen ruimte waar de mens die ontsnapte in hoofdstuk 1 zit te wachten. In dit hoofdstuk wordt ook onthuld dat de robots de aarde gaan binnenvallen.

### Hoofdstuk 3
Opnieuw vindt dit hoofdstuk plaats net na het vorige, Emilia, het zwevende hoofd, praat met de speler(s) en legt uit dat ze een plan heeft om de invasie van de aarde te stoppen. Om dit te doen moet(en) de speler(s) naar een communicatietoren gaan die hun ziel kan transporteren naar een van de vijandige schepen. Als de speler(s) na veel gevechten aan de bovenste verdieping van de communicatietoren aankom(t)(en) dan moeten ze het opnemen tegen de "vloottoezichthouder", een spinachtige robot die vecht met verschillende wapens. Zodra ze haar verslaan probeert Emilia beide robots naar en schip te transporteren, maar ze wordt gestopt door de keizer die haar, en 1 van de 2 andere ontsnapten doodt, gelukkig geraakt de speler (met 1 van de 2 robots) toch nog tot bij een schip dat deelneemt aan de invasie.

### Hoofdstuk 4
De ziel van de speler wordt overgezet in een level 1 zwaardrobot op 1 van de schepen, maar wordt bijna direct ontdekt door de kapitein van het schip. De speler wordt door een buizensysteem vervoerd tot in een "opslagkamer". Hier wordt de speler vermoord door een speerrobot en neemt de speler de controle over van deze speerrobot door een "zielverplaatsingsvirus" dat door Emilia geïnstalleerd was voor ze stierf. Gebruikmakende van dit virus kan de speler zich doorheen het hele schip vechten en uiteindelijk de controle overnemen. Hiervoor moet de speler de kapitein, de zelfde robotsoort als de vloottoezichthouder en de controlerobots, hersenen, infanterie, logistiek en oorlogszaken die elks een eigen aanvalsmethode en wapens hebben.

### Hoofdstuk 5
In het begin van dit hoofdstuk vecht de speler met andere robotschepen, waarna hun ziel verplaatst wordt naar een level 1 zwaardrobot in het Keizerlijke schip waar hij uit een kamer bevrijd wordt door de andere speler van hoofdstuk 3, die het toch overleefd blijkt te hebben. De spelers vechten zich dan een weg tot bij de keizer, met wie ze dan ook het gevecht aangaan. De speler krijgt enkele zwakke robots als back-up levens. Nadat de keizer verslagen is blijkt dat hij gewoon kan verder blijven vechten met zijn back-ups, waardoor het gevecht oneindig door kan gaan. Er wordt een cutscene gespeeld waarin de speler in de ziel van de keizer gaat "De Geestruimte" genoemd. De speler moet hier vechten met geestruimtevarianten van vijandelijke robots op in een landschap van reflectieve materialen. De speler vecht uiteindelijk met een prototype van de Spidertron-7000 en vernietigd een kubus, die zijn mogelijkheid tot clonen mogelijk maakte en een mysterieuse kubus die een virus bevatte waardoor de robots aangezet werden tot het doen vechten van andere levenscvormen. Hierna keert de speler terug naar de gewone wereld, waar hij opnieuw tegen de keizer vecht, die nu beslist heeft dat mensen gewoon minderwaardig zijn en ze volledig wilt uitroeien. Als de speler opnieuw wint, wordt een overwinningscutscene waar andere robots, die lijken alsof ze hoge functies bekleden, verschijnen in een soort video-call. Ze beslissen dat ze beter andere dingen kunnen doen met hun tijd, en trekken alle troepen terug en verlaten het zonnestelsel. 

## Gameplay
De speler neemt de rol aan van een gladiatorrobot. Het doel is om alle vijanden op elke verdieping te doden voordat je verder komt. Tussen de niveaus in kan de speler zijn vaardigheden upgraden via een upgradestation in de vorm van een robotlasser, ook wel upgradebot genaamd. Tijdens het spel becommentariëren 2 commentatoren de gebeurtenissen van het spel, en maken grapjes, allemaal in een monotone robotstem.

### Verhaal modus
De verhaalmodus bestaat uit vijf hoofdstukken met drie verschillende moeilijkheidsgraden. De moeilijkheden bestaan uit normaal, moeilijk en krankzinnig, elk met moeilijkere levels en vijanden dan de vorige.

### Oneindige modus
In de oneindige modus is het doel om zo ver mogelijk te geraken. In het begin zijn de levels kant-en-klaar en later worden ze procedureel gegenereerd. Elk level vindt plaats in dezelfde arena, enkel de inhoud van de arena veranderd steeds. Elke set aan levels wordt aangeduid met een naam die verwijst naar de moeilijkheid, van "brons" tot "insanium". 

#### Oneindige coöpmodus
De oneindige coöpmodus kan gespeeld worden met twee of drie spelers. Wanneer een speler sterft, kan die niet meer deelnemen aan dat level, als de andere spelers het level halen komt de speler terug tot leven, maar er wordt geen upgrade uitgereikt. Als alle spelers sterven, is het game over. Normale klonen kunnen niet gebruikt worden maar een "team revival" kan wel gekocht worden met twee upgradepunten, waardoor iedereen een tweede kans krijgt.

### Uitdagingsmodus
De speler moet een vijand of een groep vijanden verslaan die binnen een bepaalde categorie of criteria vallen. Er zijn in totaal 13 van deze uitdagingen en coöpvarianten.

### Twitch-modus
Met behulp van Twitch-integraties kunnen kijkers meedoen en tegen de speler vechten, door vijanden op te wekken en te wedden wanneer de speler zal verliezen. Wie goed gewed had kan sterkere vijanden opwekken.

## Ontvangst
Bètaversies van Clone Drone in the Danger Zone kregen lovend commentaar. Critici prezen de voxelstijl en hoe simpel het was om te leren vechten. Ook de moeilijkheidsgraad in de oneindige modus werd vaak aangehaald.
Op Steam kreeg het een score van 10.
Kotaku-recensent Heather Alexandra zei: "Elke overwinning voelt goed. Elke fout voelt pijnlijk." en zei ook dat "Clone Drone in the Danger Zone is de computerspelversie van Skittles. Kleurrijk en verfrissend junkfood dat echt de plaats raak waar je het nodig hebt".
Robert Purchese van Eurogamer prees de komedie en de eenvoudige manier van spelen. Hij zei: "Het lijkt een beetje op Monty Python en is absoluut iets wat hoort te bestaan. Clone Drone in the Danger Zone is een komedie." en "De gevechtsstijl is niet zo complex. het is versimpeld tot een paar bewegingen: naar links en rechts slaan en van boven naar beneden."